# 梅遜 (作者)
楊品純（1925年5月2日—2021年6月21日），筆名梅遜，江蘇省興化縣白駒鎮人，1949年2月來臺，高中畢業。曾任《文藝創作》月刊、《自由青年》雜誌編輯，創辦「大江出版社」，包括林懷民、瓊瑤、季季等作家都曾在他主編的刊物發表作品。

## 生平
梅遜創作文類為論述、散文及小說。文筆質樸，情感真摯，散文描寫舊時經歷體驗；小說取材於歷史，反映時代的無奈與價值。1980年，梅遜因白內障開刀，術後卻因視網膜而病變而失明，幾乎萬念俱灰，後重拾寫作信心，歷時六年，六易其稿，完成61萬字的長篇小說《串場河傳》，獲頒行政院新聞局第十八屆文學金鼎獎、中山學術文化基金會文藝創作長篇創作獎(中山文藝獎)。
梅遜失明後在惡劣貧困的環境中，仍寫作不輟，梅遜形容自己對文學的愛：「一息尚存，至死不渝。」堅韌毅力克服身體侷限，令人折服。《點燈 (電視節目)》第260集‘在黑暗裡摸到光的人 （页面存档备份，存于）’是梅遜真實、感動/激勵人心的故事。
隱地（1975年創辦爾雅出版社）說梅遜："他是我文藝青年時期第一位遇到的貴人，我的文學種籽、泥土，甚至陽光與水，全都是梅遜先生所賜的…"
梅遜的寫作工具是三台錄音機，一台錄初稿，一台錄修稿，一台錄定稿，他親自書寫，紙張用鐵夾固定，用一把尺，在紙上摸索估算下筆位置，一筆一畫，都是永遠必須重複克服的困難障礙。兒子祖光負責檢查、打字、校正。隱地先生長期供應細心裁好三十二開紙張。
《串場河傳》小說中以家鄉江蘇興化農村為樣本，訴說八年抗戰勝利後，隨之而來的兩年浩劫，戰亂中基層農民的苦難，梅遜歷時六年，定稿六十餘萬字之巨著。《野葡萄記》長篇幻想小說，1968年寫到2001年，在失明世界仍繼續思索人生許多問題。《梅遜談文學》， 26萬字，梅遜用17年撰寫，沒有學院式艱澀的文學理論，深入淺出，與讀者分享廣徵博涉的學養與創作體驗。
自創「字基檢字法」，編著《梅遜字典》、《辨文識字》、《常見的成語》等工具書。

## 作品
- 梅遜字典（字典，大江出版社出版，民國52年，1963年3月）
- 無弦琴（小說，商務印書館出版，民國56年，1967年）
- 故鄉與童年（散文，大江出版社出版，民國56年，1967年元月、大地出版社出版，民國66年，1977年3月）
- 作家群像（梅遜編，大江出版社印行，民國57年，1968年10月）
- 散文欣賞兩冊（論評，大江出版社出版，民國58年，1969年9月）
- 自我的存在（散文，大江出版社出版，民國62年，1973年10月）
- 進城以後（散文，大江出版社出版，民國64年，1975年5月）
- 若有所悟集（散文，大江出版社出版，民國64年，1975年5月）
- 常見的成語（成語解釋，語文類，大江出版社出版，民國72年，1983年5月）
- 辯文識字（說文解字，語文類，大江出版社出版，民國72年，1983年5月）
- 串場河傳（長篇小說，九歌出版社出版，民國81年，1992年11月）
- 魯男子（中篇小說，爾雅出版社出版，民國82年，1993年9月）
- 野葡萄記（長篇小說，爾雅出版社出版，民國91年，2002年7月）
- 紅顏淚（中篇小說，九歌出版社出版，民國93年，2004年3月）
- 新為我主義（人生哲學，爾雅出版社出版，民國95年，2006年4月）
- 孔子這樣說（人生哲學，爾雅出版社出版，民國95年，2006年4月）
- 梅遜談文學（論述，爾雅出版社出版，民國101年，2012年7月）
- 老子這樣說（人生哲學，爾雅出版社出版，民國103年，2014年4月）

## 相關資料
- 國立台灣文學館台灣作家作品目錄[]
- 九歌文學網 （页面存档备份，存于）
- 財團法人中華民國中山學術文化基金會 文藝創作獎得獎名單 （页面存档备份，存于）

## 外部鏈接
- YouTube上的點燈文化頻道